# Удар коленом

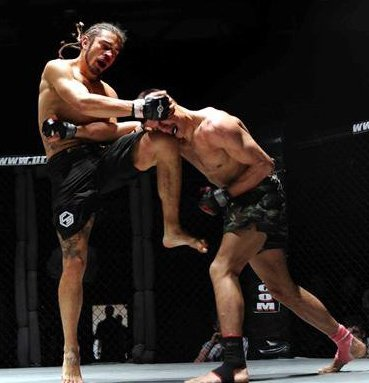

Удар коленом — это один из видов удара ногой, особенность которого заключается в использовании приближенной к коленного сустава части бедра и самого колена в качестве ударной поверхности. Удар коленом — самый короткий из всех ударов ногами, он может быть выполнен неожиданно, и является особенно опасным в бою на ближней дистанции. Удар может быть одиночным или серийным; может наноситься по конечностям, в туловище и в голову; может выполняться с места, с шагом или в прыжке; в стойке или в партере. Это один из самых сильных ударов, которые можно выполнить нижними конечностями, и таким он является не только через траекторию выполнения, но из-за исключительно поразительное ударную поверхность. Удар относится к основным элементам ударной техники таких боевых искусств, как муай-тай и летвей, а также используется в некоторых видах каратэ, кикбоксинга и других единоборствах.